# Saul Zaentz
Saul Zaentz, född 28 februari 1921 i Passaic, New Jersey, död 3 januari 2014 i San Francisco, Kalifornien, var en amerikansk filmproducent och skivbolagsman.
Zaentz började arbeta vid Fantasy Records 1955 och köpte sedan, tillsammans med partners, bolaget. De skrev kontrakt med Creedence Clearwater Revival. Zaentz kom senare att ha flera juridiska dispyter med CCR och dess frontman John Fogerty. 
Under 1970-talet påbörjade han sin karriär som filmproducent med Gökboet, baserad på Ken Keseys roman. Han köpte också rättigheterna till J.R.R. Tolkiens verk.  Zaentz fick vid tre olika tillfällen en Oscar för bästa film. Vid två av dessa tillfällen, 1975 för Gökboet och 1984 för Amadeus, samarbetade han med regissören Miloš Forman. 1996 vann Zaentz tillsammans med regissören Anthony Minghella en Oscar för filmen Den engelske patienten.

## Filmografi
- 1975 – Gökboet
- 1977 – De vilda hästarnas dal
- 1978 – Sagan om ringen
- 1984 – Amadeus
- 1986 – Moskitkusten (exekutiv producent)
- 1988 – Varats olidliga lätthet
- 1991 – Lek på Guds gröna ängar
- 1996 – Den engelske patienten
- 2006 – Goya's Ghosts